# Barge aboard catamaran
Een barge aboard catamaran (acroniem: BACAT) is een type schip dat gestandaardiseerde duwbakken vervoert.
Dit schip is deels gebouwd als een catamaran en heeft twee drijvers waartussen de lading wordt ingevaren. Het 'laadruim' kan worden afgesloten met boegdeuren. Het is verwant aan het scheepstype lighter aboard ship (LASH). Het BACAT-systeem is nooit op grote schaal toegepast.